# Čepić
Čepić is een plaats in de gemeente Oprtalj in de Kroatische provincie Istrië. De plaats telt 60 inwoners (2001).